# Brstovnica
Brstovnica je naselje u slovenskoj Općini Laškom. Brstovnica se nalazi u pokrajini Štajerskoj i statističkoj regiji Savinjskoj. 

## Stanovništvo
Prema popisu stanovništva iz 2002. godine naselje je imalo 61 stanovnika.